# ترانسفرین

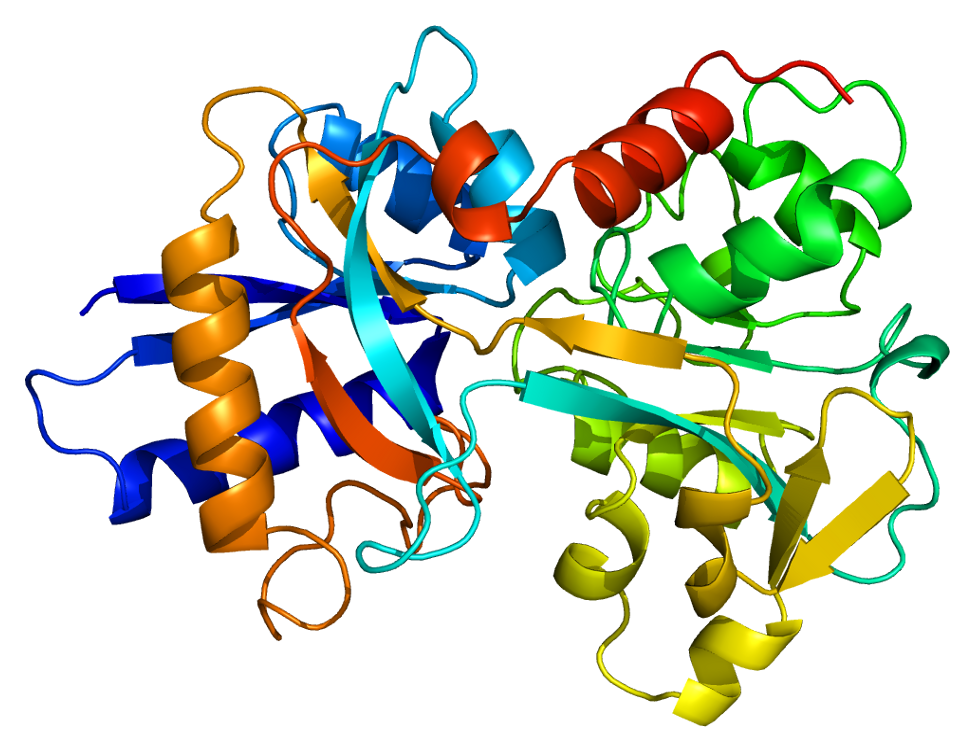
پروتئین ترانسفرین

ترانسفرین پروتئینی است از گروه گلوبولین‌ها با وزن 80kD که در خون نقش حمل آهن را بر عهده دارد. ترانسفرین در کبد به‌شکل پروتئین غیرفعال آپوترانسفرین ساخته می‌شود. در هنگام اتصال با یون‌های فریک به شکل فعال ترانسفرین مبدل می‌گردد. ترانسفرین یون‌های فریک را از پروتئین فریتین دریافت نموده و به بافت‌های خون ساز منتقل می‌کند تا آهن موجود در آن در ساخت هموگلوبین به کار رود. هر مولکول ترانسفرین توانایی اتصال به دو یون فریک را دارد. یون‌های فریک متصل به پروتئین‌های ترانسفرین حدود ۱/۰ درصد از مجموع آهن موجود در بدن را شامل می‌شود.